# Neuvy-en-Sullias

Neuvy-en-Sullias este o comună în departamentul Loiret din centrul Franței. În 1 ianuarie 2022 avea o populație de 1.365 de locuitori.